# Exobasidiomycetes
Exobasidiomycetes zijn een klasse van schimmels die soms worden geassocieerd met de abnormale uitgroei van plantenweefsels die bekend staan als gallen. De klasse omvat Exobasidium camelliae en Exobasidium vaccinii. 
Er zijn negen orden in de Exobasidiomycetes, waaronder de:
- Ceraceosorales
- Doassansiales
- Entylomatales
- Exobasidiales
- Georgefischeriales
- Golubeviales
- Malasseziales
- Microstromatales
- Robbauerales
- Tilletiales